# NGC 4253
NGC 4253 este o seyfert 1 galaxy⁠(d) situată în constelația Părul Berenicei. A fost descoperită în 1788 de către William Herschel. Se află la o distanță de 54 de megaparseci de Pământ.